# Luis Aguilar (escritor)
Luis Aguilar Martínez (Valle Hermoso, Tamaulipas, 12 de diciembre de 1969 - 15 de diciembre de 2022) fue un poeta, ensayista, narrador y traductor mexicano. Es autor entre otros libros de Debe ser ya noviembre (Cuadrivio Ediciones, 2019), Muchachos que no besan en la boca (Vaso Roto Ediciones, 2017), Libre de sospecha: Antología boreal (UANL, 2016) y Los ojos ya deshechos (Secretaría de Cultura de Jalisco, 2007).

## Biografía
Nació en Valle Hermoso, Tamaulipas y residió en Monterrey desde hace más de treinta años. Fue docente de Literatura y Periodismo en la Universidad Autónoma de Nuevo León y uno de los poetas más notables y reconocidos en la escritura de la diversidad sexual y el homoerotismo en México. Fue becario del Centro de Escritores de Nuevo León en ensayo (2000) y novela (2003)". Fue un autor prolífico, autor de más de una veintena de libros, en los que cultivó la poesía y la narrativa, además de ser traductor especializado, promotor y periodista cultural.  
Entre sus libros de poesía destacan: Tartaria, Mantel de tulipanes amarillos, Los ojos ya deshechos, La entranhable costume o El libro de Felipe, Decoración de interiores, Os olhos já desfeitos, Fruta de temporada, Ground Glass/Vidrio Molido, Gatos de ninguna parte, Eyes already ruined, No quimio, Travestiario, Libre de sospecha: Antología boreal, Diario de Yony Paz, Muchachos que no besan en la boca, Los cuerpos imprevistos, He decidido casarme cuando acabe la guerra y Vampires never say good bye. Su obra está compilada en Verso Norte (PostData Editores, 2009); Los primeros once (Fondo Editorial Nuevo León, 2010); Territorios de la violencia (Conarte, 2007); Versos veraniegos (Conarte, 2006); La difícil brevedad (CRIPIL Noreste, 2008); Poesia (Rumania, 2011); Trece mantis en un jardín germano/Dreizehn Mantis in einem deutschen Garten (Colegio de Puebla, 2013); Caravansary (Colegio de Puebla, 2014); Versiones acústicas (Mantis Editores, 2014); Después del desierto: nuevo cuento regiomontano (Analfabeta Editores,2016); y en Once cuentos rusos (Ficticia Ediciones, 2018).
La cantidad de libros dedicados a la poesía indican la inclinación que tuvo Aguilar en su escritura: "La poesía es el género que más satisfacciones da a Aguilar. En ella ve realizada su capacidad creativa. Pero no todo es miel sobre hojuelas, pues en ocasiones vió complicada la creación poética. En estos casos, el escritor se tomó un tiempo para descansar el texto y se dió a la tarea  de trabajar cuento". En la poesía de Aguilar se encuentran dos temas centrales: "el tiempo y el amor", aunque para el autor sus temas son el tiempo y la muerte, lo cual se puede constatar en su poemario Muchachos que no besan en la boca. Sobre este poemario Dalina Flores explica: "El poemario no sólo conecta al lector con el rito de la satisfacción del deseo alquilado, también es un grito que, como denuncia, se cuela entre las paredes de las habitaciones donde vemos la lujuria y la inocencia de encuentros que significan despedidas. Desencuentros tan habituales que se convierten en rutina". En cuanto a la narrativa, Aguilar señala: “Cuando escribo un cuento lo hago porque estoy sufriendo mucho con lo que estoy escribiendo en poesía, y me tomo un tiempo para respirar fuera de ella porque si no siento que me ahogo”. Otro tópico que estuvo presente en la vida del poeta fueron sus viajes que marcaron su obra literaria.
En 2009 publicó la antología Exilio transitorio, del poeta cubano Delfín Prats, sobre cuya vida produjo el documental Delfín Prats: entre el esplendor y el caos, dirigida por el cineasta cubano Carlos Y. Rodríguez y la cineasta española Laura Llobet; en 2012 las antologías El agua recobrada, de Luis Armenta Malpica (Vaso Roto Ediciones); Los arlequines mudos, del poeta cubano Nelson Simón (Mantis Editores); en 2015 el libro de ensayos La vida encendida: revisitaciones a Carmen Alardín, (ITCA Tamaulipas, Conarte); en 2014 la antología de poesía joven brasileña Como vai você  (Vaso Roto Ediciones); y actualmente trabaja en el segundo tomo de la obra completa del brasileño Roberto Piva. Ha sido becario del Centro de Escritores de Nuevo León; del Fondo Nacional para la Cultura y las Artes en Coinversiones Culturales, y de la Fundación Biblioteca Nacional de Brasil en el Programa de Residencia para Traductores Extranjeros". La obra de Aguilar ha sido traducida al inglés, francés, portugués, alemán, catalán, árabe y rumano.

## Premios y reconocimientos
Aguilar ganó el Premio de Poesía Joven "Manuel Rodríguez Brayda" (1988); el Premio Nacional de Periodismo Cultural "Fernando Benítez" (2006); el Premio Regional de Periodismo Cultural FORCA Noreste (2009); el Premio de Cuento "Sobre rieles" (2001); el Premio Nuevo León de Literatura (2010); el Premio Internacional de Poesía Nicolás Guillén (2010); el Premio UANL a las Artes, (2010); el Premio Internacional de Poesía "Gilberto Owen", (2015); el Premio Nacional de Poesía Toluca (2015); el Premio de Poesía Tamaulipas / Juan B. Tijerina (2016); fue uno de 13 finalistas de entre casi 3 mil trabajos del Segundo Concurso Nacional de Cuento Fantástico Amparo Dávila (2016) y obtuvo mención en el Premio Nacional de Cuento "Beatriz Espejo" (2018). Recientemente, obtuvo el Premio Nacional de Poesía Rodulfo Figueroa 2021, de Chiapas, con el libro "Fibonacci, los conejos y un bartender que no dijo su nombre", de próxima aparición.

## Obras
Poesía
- Tartaria (Mantis Editores, 2003).
- Mantel de tulipanes amarillos (Écrits des forges/Mantis Editores, 2005).
- Los ojos ya deshechos (Secretaría de Cultura de Jalisco, 2007).
- La entranhable costume o El libro de Felipe (Sebastião Grifo-Mantis Editores, 2008).
- Decoración de interiores (Bonobos, 2010).
- Os olhos já desfeitos (Sebastião Grifo, Brasil, 2010).
- Fruta de temporada (UAQR-UNEAC, Cuba-México, 2011).
- Ground Glass/Vidrio Molido (BookThug, 2012).
- Gatos de ninguna parte, (El Quirófano Ediciones, Ecuador, 2013).
- Eyes already ruined (Libros Medio Siglo, USA, 2015).
- No quimio (H. Ayuntamiento de Toluca, 2015).
- Travestiario (MiCielo Ediciones, 2015).
- Libre de sospecha: Antología boreal (UANL, 2016).
- Diario de Yony Paz (Écrits des forges, Canadá, 2016).
- Muchachos que no besan en la boca (UAEM, 2016).
- Los cuerpos imprevistos (UAC, 2016).
- He decidido casarme cuando acabe la guerra (ITCA Tamaulipas, 2016).
- Vampires never say goodbye (Dos Orillas, Miami-Cuba, 2017).
- Ak-47 (Libros de la Mancuspia-UANL, 2017),
- Muchachos que no besan en la boca (Vaso Roto, 2017)[16][17]
- Debe ser ya noviembre (Cuadrivio Ediciones, 2019).

Narrativa
- Lateral izquierdo (CONARTE, 2011);

Antologías poéticas en las que ha participado
- Verso Norte (PostData Editores, 2009)
- Los primeros once (Fondo Editorial Nuevo León, 2010)
- Versos veraniegos (Conarte, 2006)
- Poesia (Rumania, 2011)
- Trece mantis en un jardín germano/Dreizehn Mantis in einem deutschen Garten (Colegio de Puebla, 2013)
- Caravansary (Colegio de Puebla, 2014)
- Versiones acústicas (Mantis Editores, 2014)
- "¡Oh! dejad que la palabra rompa el vaso y lo divino en cosa humana" (Vaso Roto, 2020)[18]

Antologías narrativas en las que ha participado
- Once cuentos rusos (Ficticia Ediciones, 2018).
- Después del desierto: nuevo cuento regiomontano (Analfabeta Editores, cuento, 2016)
- La difícil brevedad (CRIPIL Noreste, cuento, 2008)
- Territorios de la violencia (Conarte, ensayo, 2007)